# Домашнє відео
Домашнє відео (англ. Home video) — це попередньо записані відеоматеріали, що продаються або здаються в прокат для домашнього перегляду. Цей термін походить з епохи VHS/Betamax, коли переважили відеокасети. Термін також добре прижився в епоху оптичних дисків CD, DVD та Blu-ray, які витіснили відеокасети, а також у епоху цифрового потокового відео як от Netflix, Hulu i HBO. Домашнє відео також означає аматорські відеозаписи, створені підручними пристроями і передбачені для родинного кола.
Компанії домашнього відео поширюють кіно- і телефільми, а також телесеріали у вигляді відео в різних форматах для широкої публіки. Більшість фільмів, випущених колись для перегляду в кінотеатрах (так звані «театральні фільми» — англ. Theatrical film) тепер випущені на оптичних цифрових носіях, таких як DVD і Blu-ray або поширюються через інтернет і мережі кабельного ТБ/IPTV, замінивши застаріле середовище VHS (Video Home System) та DVD/Blu-ray.

## Історія
Вже в 1906 р. різні підприємці кіноіндустрії почали обговорювати потенціал домашнього перегляду фільмів, а в 1912 році і Едісон, і Pathé почали продавати кінопроєктори для домашнього використання. Оскільки виготовлення кінокопій було дуже дорогим, власники ранніх домашніх проєкторів орендували фільми поштою.
У 1924 році компанія Кодак винайшла 16-мм плівку, яка стала популярною для домашнього використання, а згодом розробила плівку 8 мм. Після цього покупка кінопроєкторів для цих форматів плівки стала цілком можливою для рядових споживачів. Популярними стали оренда кіноплівок формату 8 мм із короткими комедіями та мультфільмами для домашнього перегляду на власному кінопроєкторі.
Формат кіноплівки Super 8, представлений у 1965 році, продавався для створення домашніх фільмів, але це також посприяло тому, що кіновиробники переписували свої фільми на плівку Super 8 і здавали таким чином в оренду кінопродукцію власного виробництва. Але порівняно з сучасними технологіями, кінопроєкція все ще була досить дорогою і складною у використанні. Як результат, домашній перегляд фільмів був поширений здебільшого серед відданих любителів кіно, які бажали і могли вкласти тисячі доларів у проєктори, екрани та кінокопії.
У 1956 році компанія Ampex розробила першу комерційну систему запису відеокасетних відеозаписів. Однак система Ampex використовувала так званий спосіб запису «котушка до котушки» (відеомагнітофон з котушками) та об'ємне обладнання, яке не було придатним для домашнього використання.
У середині 1970-х років відеокасета стала першим практичним домашнім відеоформатом, завдяки тому, що відеокасети були набагато простішими у використанні, ніж відеомагнітофони на котушках. Домашні формати відеокасет Betamax та VHS були з'явилися на ринку відповідно в 1975 і 1976 роках. Але пройшло ще кілька років і різке зниження цін як на обладнання, так і на відеокасети, перш ніж обидва формати почали набувати широкого поширення в побутовій техніці.
Спочатку кіностудії та розповсюджувачі відео припускали, що споживачі не схочуть купувати попередньо записані відеокасети, а просто орендуватимуть їх. Перехід до домашнього перегляду також змінив потоки доходу кіноіндустрії, оскільки прокат відео вдома створив додаткове вікно часу, за яке фільм міг заробляти гроші. У деяких випадках фільми, які демонструвалися на невеликій кількості кіноекранів продовжували активно продаватися на ринку прокату, і таким чином заробляти додаткові кошти. Сюди відносяться культові фільми, серед яких, наприклад, Бійцівський клуб.
У 1980-х роках магазини прокату відео орендували фільми як у форматі VHS, так і в Betamax, хоча більшість магазинів перестали використовувати формат Betamax, коли VHS виграла війну форматів відеокасет наприкінці десятиліття.